# Distretto di Tadjenanet
Il distretto di Tadjenanet è un distretto della Provincia di Mila, in Algeria.

## Comuni
Il distretto di Tadjenanet comprende 3 comuni:
- Tadjenanet
- Ouled Khalouf[1]
- Benyahia Abderrahmane